# Henderson (wyspa)

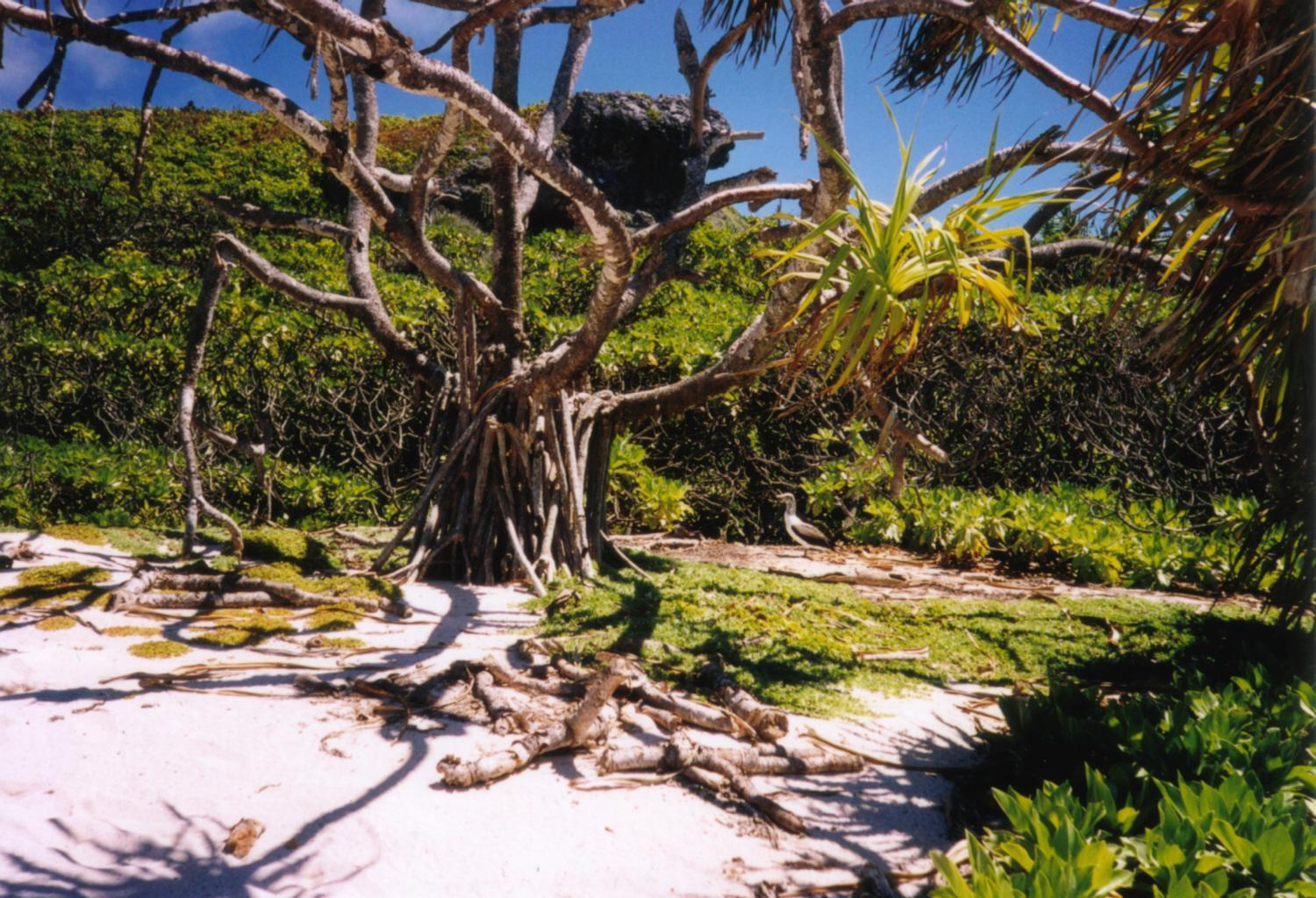
Krajobraz wyspy

Henderson – bezludna wyspa koralowa na Oceanie Spokojnym należąca do brytyjskiego terytorium zamorskiego Pitcairn. Powierzchnia 37,3 km². Długość wyspy zmierzona z północy na południe to 10,2 km, a szerokość ze wschodu na zachód to 6 km. Wyspa wpisana jest na Listę Światowego Dziedzictwa Kulturowego i Przyrodniczego UNESCO i uznana przez BirdLife International za ostoję ptaków IBA.

## Historia
Badania archeologiczne wykazały, że od początku VIII wieku do około XIV wieku wyspę zamieszkiwali Polinezyjczycy. Prawdopodobnie poruszali się między wyspą Pitcairn i Henderson. Odławiali dla mięsa ptaki i przypuszczalnie przyczynili się do wymarcia co najmniej 6 spośród 22 gatunków ślimaków lądowych na wyspie. Pedro Fernández de Quirós przepłynął obok wyspy w 1606 roku. W 1819 na wyspę przybyła wyprawa kierowana przez kapitana Jamesa Hendersona; wtedy też wyspa otrzymała swoją obecną nazwę. Rozpoczęła się eksploatacja drzew Cordia subcordata i Thespesia populnea; oba gatunki wprowadzili Polinezyjczycy.
20 grudnia 1820 r. na wyspie wylądowały trzy łodzie z 20 rozbitkami ze statku wielorybniczego Essex, zatopionego miesiąc wcześniej przez kaszalota; katastrofa ta była przyczynkiem do napisania słynnej powieści Moby Dick Hermana Melville’a. Rozbitkowie, którzy sądzili, że trafili na wyspę Ducie, pozostali na niej przez siedem dni i odpłynęli 27 grudnia po nabraniu na wyspie wody i zdobyciu żywności (ryb i ptaków). Spośród 17 ludzi, którzy z wyspy odpłynęli, przeżyło pięciu; zostali uratowani 18 i 23 lutego 1821 r. Trzej rozbitkowie – Thomas Chappel, Seth Weeks i William Wright – postanowili pozostać na wyspie i przebywali na niej do 9 kwietnia 1821 r., kiedy uratował ich okręt wysłany po nich dzięki informacjom uzyskanym od pięciu uratowanych wcześniej rozbitków.
Obecnie mieszkańcy Pitcairn celem pozyskania drewna udają się na wyspę raz na rok lub dwa lata. Ze względu na niebezpieczeństwo wiążące się z przepłynięciem przez rafę, ludzie poruszający się na jachtach rzadko schodzą na ląd. Raz lub dwa razy w roku wycieczkowe statki pasażerskie umożliwiają podróżującym zejście na plażę w północnej części wyspy.

## Warunki naturalne
Maksymalna wysokość wyspy wynosi 33 m n.p.m. Henderson była niegdyś atolem, a obecnie wypiętrzona przybrała postać wyspy, przy czym czas trwania procesu jej „podnoszenia się” szacowany jest na 380 tys. lat. Wyspę porasta gęsta roślinność rosnąca na bardzo ubogiej glebie wapiennej oraz resztkach martwych koralowców. Na wschodnim, północnym i północno-zachodnim wybrzeżu obecne są rafy koralowe. W miejscach, gdzie nie ma koralowców, występują wysokie na 30 m klify. Różnica poziomu wody w trakcie przypływu i odpływu wynosi jeden metr. Pomiarów temperatury dokonano jedynie w latach 1991/92. Średnia temperatura w ciągu doby w lutym wynosiła 29,6 °C, zaś w czerwcu 24,2 °C. Całkowita suma opadów od lutego 1991 do stycznia 1992 wyniosła 1623 mm.

## Szata roślinna
Do flory wyspy należą 63 gatunki roślin naczyniowych, w tym 9 paprotników i 54 okrytonasiennych. Wśród okrytonasiennych 8 taksonów to endemity – rośliny nie spotykane nigdzie poza wyspą. Należą do nich: Alyxia sp., Bidens hendersonensis, Xylosma suaveolens ssp. haroldii, Geniostoma rupestre var. glaberrimum, Myrsine hosakae, Peperomia hendersonensis, Ixora fragrans, Santalum insulare var. hendersonense, Sideroxylon st-johnianum. Wzdłuż wybrzeży rozciągają się plaże, wnętrze wyspy porośnięte jest niskim lasem o wysokości zazwyczaj około 10 m. Dominują w drzewostanie takie gatunki jak: Pisonia grandis, Celtis pacifica, Sideroxylon st-johnianum. W warstwie krzewów dominuje Psydrax odoratum i endemiczne dla wyspy Ixora fragrans oraz Geniostoma rupestre. W runie znaczną rolę odgrywają paprocie, poza tym Peperomia hendersonensis. Luki w drzewostanie zarastają Senna glanduligera, Bidens hendersonensis i Senecio stokesii.

## Świat zwierzęcy
Spośród fauny litoralu wyspy wymienić można kraba palmowego (Birgus latro; rozpoznany na podstawie szczątków znalezionych w 1987), dwóch nieokreślonych przedstawicieli Coenobita (Coenobitae; jeden z nich określony jako pospolity w 1987) oraz homara Panulirus penicillatus. Niekiedy na wybrzeżu składa jaja żółw zielony (Chelonia mydas). W kolekcji okazów zebranych na wyspie w 1987 znalazło się 6–8 gatunków krewetek z rodziny Alpheidae. W północnej części, wśród koralowców, występuje nierozpoznany jeszcze gatunek strzykwy i jeżowiec z rodzaju Heterocentrotus (możliwe, iż jest to H. trigonarius). Ryby występują nielicznie; najpospoliciej okoliczne wody zamieszkuje Caranx lugubris.

### Awifauna
Wyspę zamieszkują cztery gatunki endemicznych dla wyspy ptaków lądowych: owocożer szarogłowy (Ptilinopus insularis), loreczka przepasana (Vini stepheni), trzciniak blady (Acrocephalus taiti) i nielot kureczka smolista (Porzana atra). Spośród piętnastu gatunków ptaków morskich występujących na wyspie przynajmniej dziewięć rozmnaża się na wyspie – są to petrel ciemny (Pterodroma ultima), petrel polinezyjski (P. alba), petrel oceaniczny (P. arminjoniana), petrel południowy (P. neglecta), burzyk klinosterny (Puffinus pacificus), głuptak maskowy (Sula dactylatra), faeton czerwonosterny (Phaethon rubricauda), rybołówka brunatna (Anous stolidus), rybołówka polinezyjska (Procelsterna cerulea) oraz atolówka (Gygis alba). Wyspa stanowi główne miejsce rozrodu petreli samotnych (Pterodroma atrata), gatunku zagrożonego wyginięciem. Dawniej jego kolonie istniały jeszcze na niedalekiej wyspie Ducie, ale zanikły po sprowadzeniu tam szczurów w 1922 r. Uważa się, że obecnie wyspa Henderson jest jedynym miejscem gniazdowania petreli samotnych.
Wyspa w 2005 została uznana przez BirdLife International za ostoję ptaków IBA oraz Endemic Bird Area.